# Autocanibalismo
Autocanibalismo é a prática de comer a si mesmo, também chamada de autocanibalismo ou autosarcofagia. Um termo semelhante, aplicado de forma diferente, é autofagia, que denota especificamente o processo normal de autodegradação pelas células. Embora seja quase um termo exclusivo para esse processo, a autofagia, entretanto, ocasionalmente tornou-se um uso mais comum.

## Entre humanos

### Ocorrencia natural
A prática do autocanibalismo ocorre de má vontade, pois o corpo consome células mortas da língua e bochechas.

### Como um distúrbio ou sintoma do mesmo
Morder a unha, que evolui para comê-la, é uma forma de pica. Outras formas de pica incluem dermatofagia  e compulsão de comer o próprio cabelo, que pode formar uma bola de pelo no estômago. Se não for tratada, isso pode causar a morte devido ao acúmulo excessivo de cabelo.
O autocanibalismo pode ser uma forma de automutilação e um sintoma de doenças mentais, como transtornos de personalidade, psicose ou dependência de drogas.

### Como uma escolha
Algumas pessoas se envolverão em autocanibalismo como uma forma extrema de modificação corporal, por exemplo, ingerir seu próprio sangue ou pele. Outros beberão seu próprio sangue, uma prática chamada autovampirismo, mas sugar sangue de feridas geralmente não é considerado canibalismo. placentofagia pode ser uma forma de autocanibalismo.

### Como um crime
Autocanibalismo forçado como forma de tortura ou crime de guerra foi relatado. Erzsébet Báthory supostamente forçou alguns de seus servos a comer sua própria carne no início do século XVII. Incidentes foram relatados nos anos seguintes ao golpe de Estado haitiano de 1991. Na década de 1990, os jovens do Sudão foram forçados a comer as próprias orelhas.

## Entre animais
O grilo de cauda curta é conhecido por comer suas próprias asas. Existem evidências de que certos animais digerem seu próprio tecido nervoso quando fazem a transição para uma nova fase da vida. A água do mar (com formato de girino) contém em sua cabeça um "cérebro" de gânglio, que digere após se prender a uma rocha e se tornar estacionário, formando um organismo semelhante a uma anêmona. Isso tem sido usado como evidência de que o propósito do cérebro e do tecido nervoso é principalmente produzir movimento. O comportamento de autocanibalismo foi documentado em cobras-rato norte-americanas: uma cobra em cativeiro tentou se consumir duas vezes, morrendo na segunda tentativa. Outra cobra rato selvagem foi encontrada tendo engolido cerca de dois terços de seu corpo.

## Referências culturais

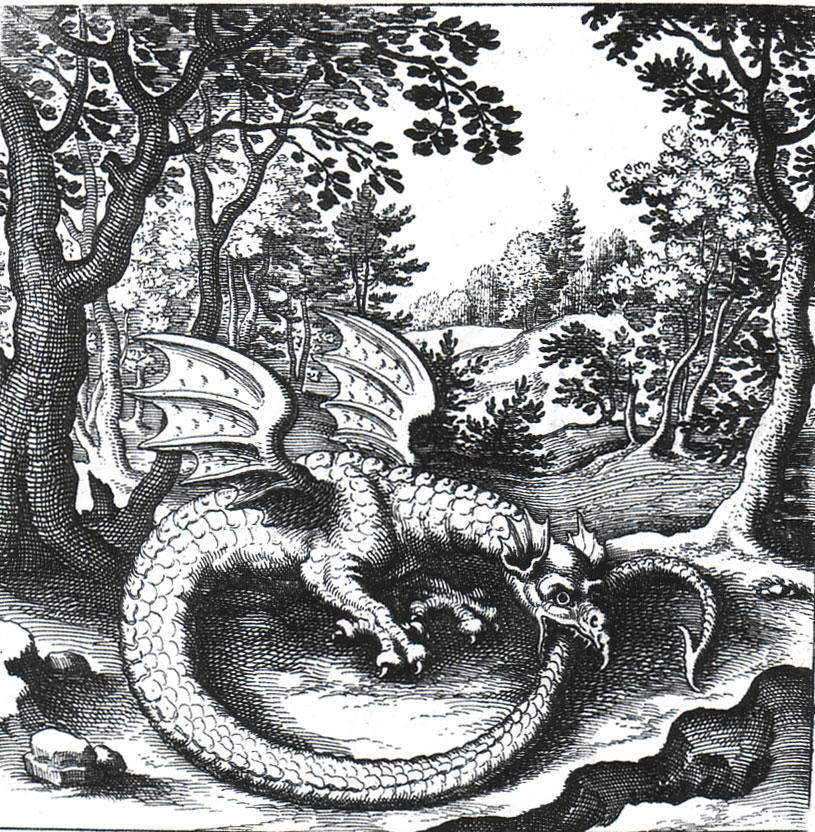
O antigo símbolo Ouroboros representa uma serpente mordendo a própria cauda.